# هرایر هونانیان
هرایر استپانی هونانیان (ارمنی: Հրայր Ստեփանի Հովնանյան؛ زاده ۱۱ سپتامبر ۱۹۳۰ - درگذشت ۹ آوریل ۲۰۲۱) مهندس، نیکوکار اهل ارمنستان بود.

## زندگی‌نامه
وی در ۱۱ سپتامبر ۱۹۳۰ در کرکوک به دنیا آمد و از فارغ‌التحصیل گشت وی در ۹ آوریل ۲۰۲۱ در سن ۹۰ سالگی درگذشت.